# 左更增八
左更增八（HIP 13448），又名BD+15 400，SAO 93164、HR 856，是中国古代星官左更的一颗增星，按照西方星座的划分，位于白羊座。视星等为6.31，位于銀經160.59，銀緯-37.33，其B1900.0坐标为赤經2h 47m 37.5s，赤緯+16° -37.33′ 31″。距离地球约有351.8878光年，表面温度6000-7500K。绝对星等为1.135。